# Alasdair McDonnell
Alasdair McDonnell (Cushendall, 1º settembre 1949) è un politico britannico ed ex leader del Partito Social Democratico e Laburista.
Nel 1998 è diventato membro dell'Assemblea dell'Irlanda del Nord e nel 2005 membro della Camera dei comuni britannica. La sua prima apparaizione nel mondo politico fu nel 1970, quando perse contro Ian Paisley alle elezioni generali del 1970.

## Carriera politica
Il primo coinvolgimento di McDonnell con la politica avvenne quando si unì ai Nazional Democratici e si presentò come candidato del partito alle elezioni del 1970 per North Antrim e perse contro Ian Paisley.
McDonnell vinse per la prima volta le elezioni per il Consiglio comunale di Belfast nel 1977, rappresentando l'"Area A" di Belfast che comprendeva le aree di Short Strand e Upper Ormeau. Ha perso il seggio nel consiglio nel 1981, ma è tornato nel 1985 ed è stato il primo vice sindaco cattolico di Belfast nel 1995-1996.
In primo luogo ha rappresentato il collegio elettorale di Westminster di South Belfast nelle elezioni generali del 1979. È stato anche eletto al Forum per la pace in Irlanda del Nord nel 1996 e all'Assemblea dell'Irlanda del Nord nel 1998 e nel 2003.
Nel 2004 è diventato vice-leader del suo partito. Nelle elezioni generali del 2005 McDonnell ha generato uno dei risultati più clamorosi in Irlanda del Nord quando ha vinto a South Belfast, principalmente a causa di una divisione nel voto unionista. Ha ricevuto 10 339 voti mentre il candidato del Partito Unionista Democratico (DUP) Jimmy Spratt ha ricevuto 9 104 voti e il candidato dell'Partito Unionista dell'Ulster Michael McGimpsey ha ricevuto 7 263 voti. È stato quindi rieletto a maggioranza nelle elezioni generali del 2010. Il 5 novembre 2011 è stato eletto leader dell'SDLP alla conferenza di Belfast, succedendo a Margaret Ritchie.
In un'intervista del 2012 con The News Letter, McDonnell ha criticato il Sinn Féin. Ha detto che il partito era diretto lungo linee "in stile sovietico" dove c'era una struttura militare e dove gli ex terroristi venivano posti in posizioni di potere. Ha anche affermato che molte persone che votavano per il Sinn Féin lo stavano facendo come atto di sfida.
Come capo dell'SDLP, McDonnell ha descritto i termini della sesta revisione periodica dei collegi elettorali di Westminster, come un piano apparentemente bloccato per ridurre il numero di parlamentari alla Camera dei Comuni di 50 (inclusi due dell'Irlanda del Nord) a 600, come "un gioco burocratico di numeri avviato dai Tories per un vantaggio puramente politico di partito".
Nel giugno 2013, l'SDLP si è astenuto durante il voto sul progetto di legge sul servizio civile a Stormont, assicurandone l'approvazione. Ciò ha portato ad affermazioni da parte del Sinn Féin secondo cui l'SDLP stava abbandonando i principi dell'accordo del Venerdì Santo.
Nonostante le affermazioni del Sinn Féin secondo cui era inevitabile che qualcuno lanciasse una sfida legale a "ciò che i repubblicani considerano una legge discriminatoria", nessuna sfida del genere è emersa da allora. Nelle elezioni generali del Regno Unito del 2015 si è presentato di nuovo per Belfast South ed è tornato con il 24,5% dei voti, la quota di voti più bassa mai registrata da un parlamentare di successo in qualsiasi parte del Regno Unito.
Il 14 novembre 2015, McDonnell ha perso la sfida per la leadership tenutasi alla conferenza annuale dell'SDLP. Il suo successore come leader del partito, Colum Eastwood, vinse con 172 voti contro i 133 ricevuti da McDonnell.
Il 9 giugno 2017, McDonnell ha perso il suo seggio di South Belfast contro Emma Little-Pengelly (DUP) nelle elezioni generali del 2017.